# Théâtre à l'italienne de Guéret
Le théâtre à l'italienne de Guéret est un théâtre à l'italienne situé à Guéret, dans le département de la Creuse en France.

## Histoire
Le théâtre a été construit en 1837 sur les plans de Vincent Boulle. Au fil du temps, le théâtre se détériore et durant la Première Guerre mondiale, l'édifice servit de cantonnement pour soldats.  
Ce n'est qu'en 1928 qu'une restauration a lieu et transforme le théâtre en salle de cinéma qui fonctionne jusqu'au 31 décembre 1983. 
Des travaux se sont déroulés dans les années 1990.  
Le théâtre municipal est inscrit au titre des monuments historiques par arrêté du 1er avril 2021.

## Description

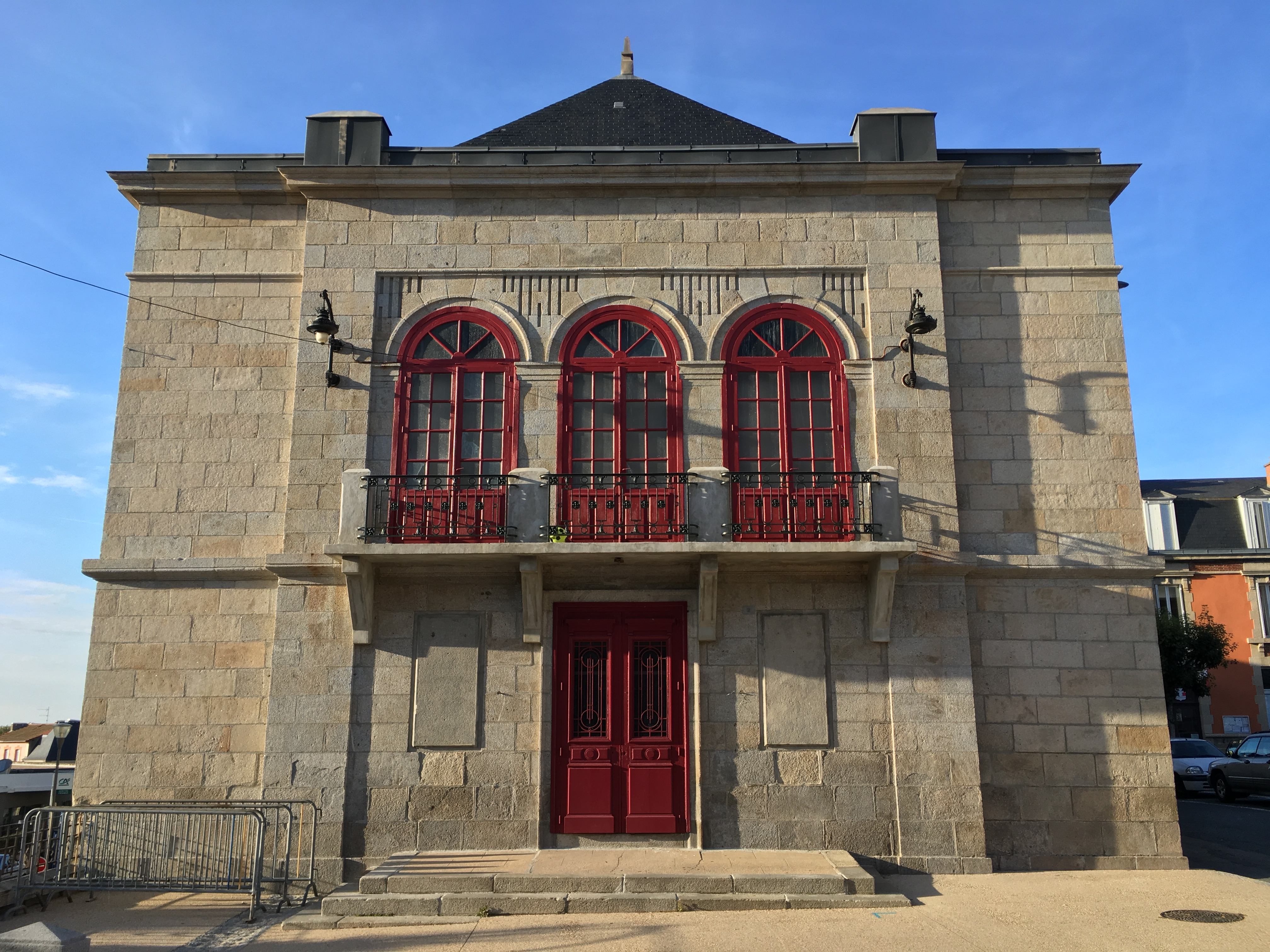
Façade.
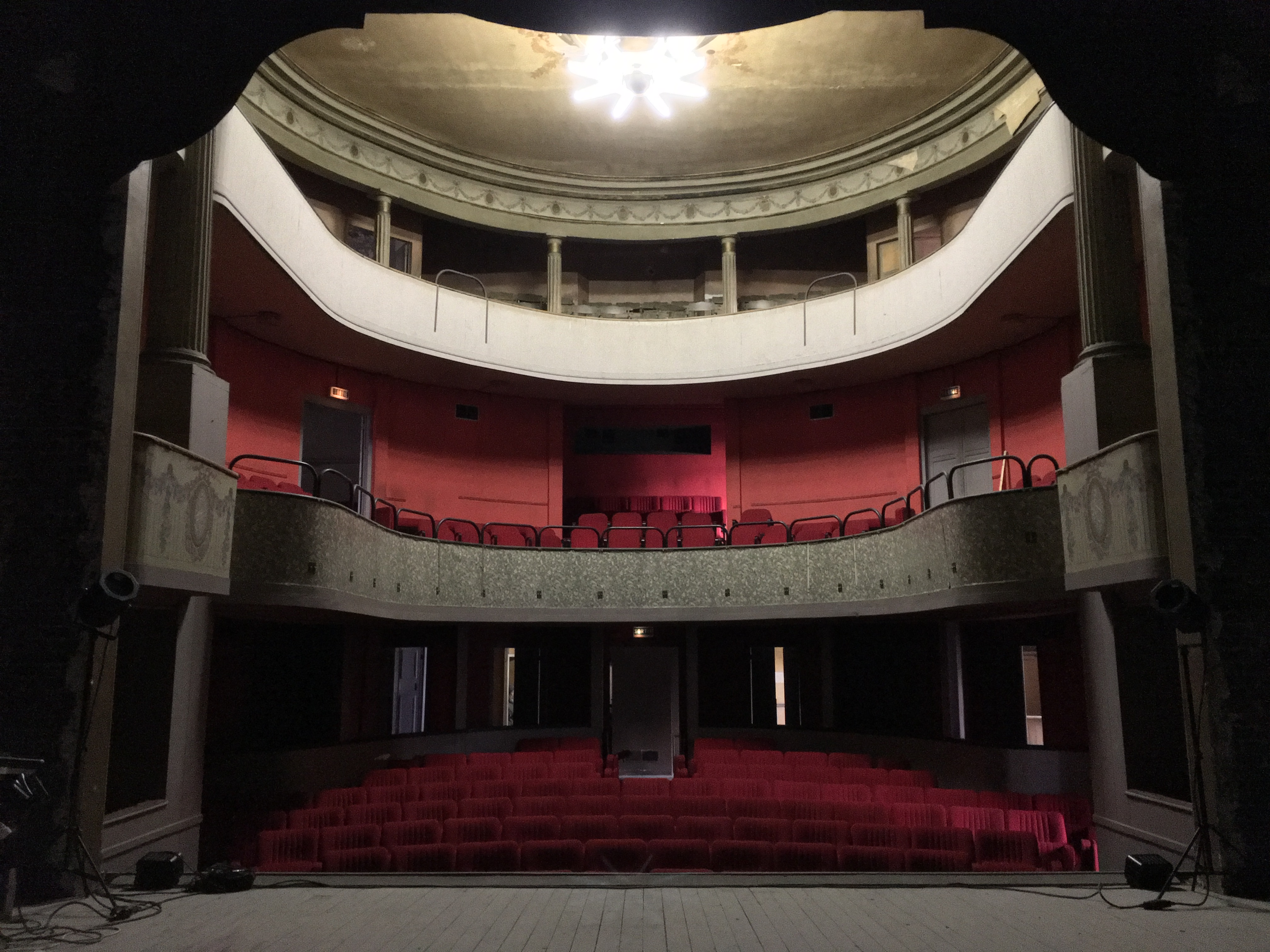
Salle du théâtre vue depuis la scène.
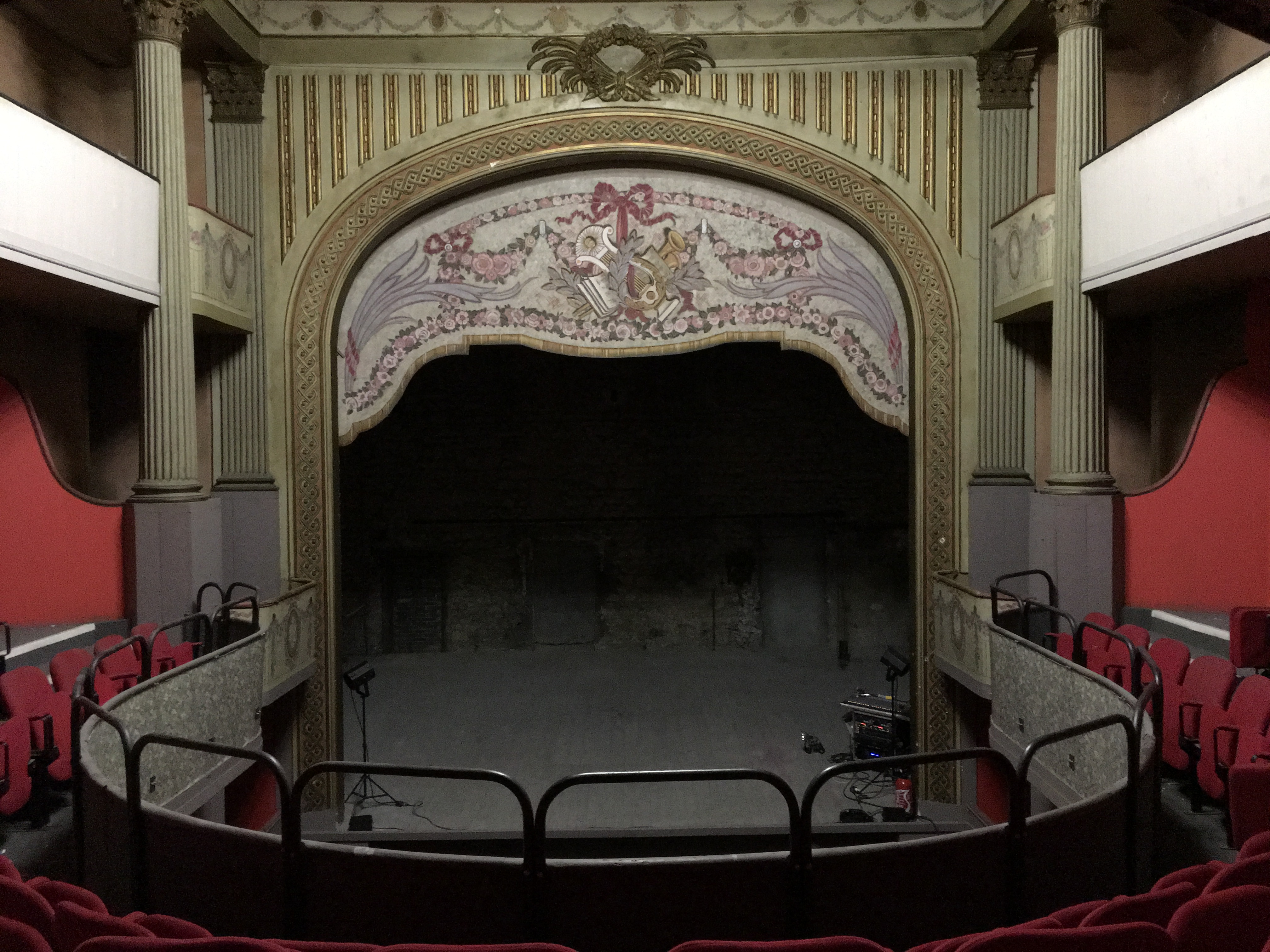
Scène du théâtre vue depuis le premier balcon.

## Valorisation du patrimoine
L'association Masquarades rénove ce patrimoine social et culturel qui est unique. 

## Actrices
- Rose Chéri, actrice française, y a commencé son activité[5]